# Чжаоюань (Шаньдун)
Чжаоюань (кит. спр. 招远市, піньїнь: Zhāoyuăn Shì) — місто-повіт в центральнокитайській провінції Шаньдун, складова міста Яньтай.

## Географія
Чжаоюань виходить до південного берега Бохайської затоки Жовтого моря.

### Клімат
Місто знаходиться у зоні, котра характеризується вологим континентальним кліматом зі спекотним літом. Найтепліший місяць — липень із середньою температурою 24.8 °C (76.6 °F). Найхолодніший місяць — січень, із середньою температурою -3.7 °С (25.3 °F).
| Клімат Чжаоюаня         | Клімат Чжаоюаня | Клімат Чжаоюаня | Клімат Чжаоюаня | Клімат Чжаоюаня | Клімат Чжаоюаня | Клімат Чжаоюаня | Клімат Чжаоюаня | Клімат Чжаоюаня | Клімат Чжаоюаня | Клімат Чжаоюаня | Клімат Чжаоюаня | Клімат Чжаоюаня | Клімат Чжаоюаня |
| Показник                | Січ.            | Лют.            | Бер.            | Квіт.           | Трав.           | Черв.           | Лип.            | Серп.           | Вер.            | Жовт.           | Лист.           | Груд.           | Рік             |
| Середня температура, °C | −3,7            | −2,3            | 3,3             | 10,7            | 16,7            | 21,5            | 24,8            | 24,2            | 19,2            | 13,5            | 6,2             | −0,6            | 11,1            |
| Норма опадів, мм        | 8.8             | 9.7             | 14.8            | 36.9            | 43.6            | 75.8            | 181.9           | 150.9           | 70.6            | 36.1            | 24.9            | 11.2            | 665.2           |
| Днів з опадами          | 4,2             | 4               | 4,5             | 6,9             | 6,9             | 10              | 15,4            | 12,5            | 8,8             | 7,2             | 6,3             | 4,6             | 91,3            |
| Вологість повітря, %    | 58.4            | 58.7            | 56.7            | 57.1            | 59.3            | 69.7            | 82.1            | 80.3            | 68.5            | 62.7            | 60.6            | 58.9            | 64.4            |
| ----------------------- | --------------- | --------------- | --------------- | --------------- | --------------- | --------------- | --------------- | --------------- | --------------- | --------------- | --------------- | --------------- | --------------- |
| Джерело: Weatherbase    |                 |                 |                 |                 |                 |                 |                 |                 |                 |                 |                 |                 |                 |